# Cantó de Lomme

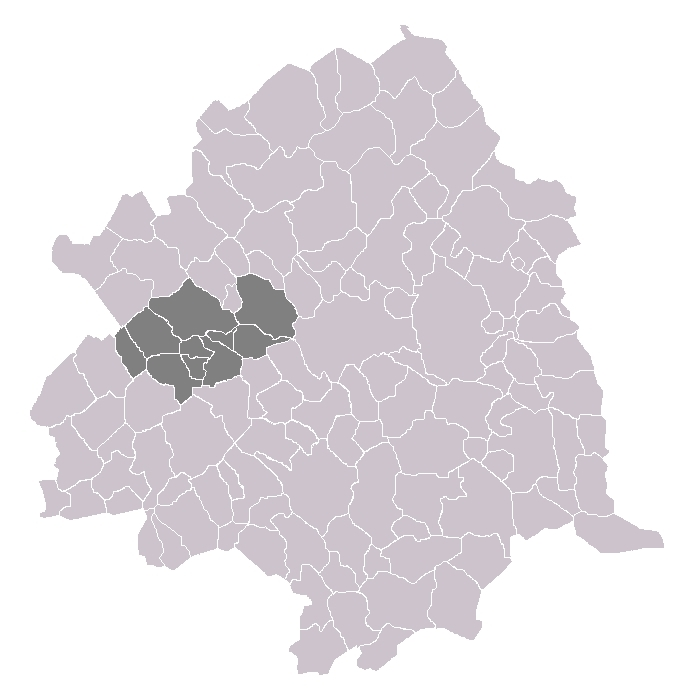
Cantó de Lomme

El cantó de Lomme és una divisió administrativa francesa, situada al departament del Nord i la regió dels Alts de França.

## Composició
El cantó de Lomme comprèn les comunes de:
- Beaucamps-Ligny
- Englos
- Ennetières-en-Weppes
- Erquinghem-le-Sec
- Escobecques
- Hallennes-lez-Haubourdin
- Le Maisnil
- Lomme
- Radinghem-en-Weppes
- Sequedin

## Història
| Date d'elecció                        | Identitat      | Partit |
| ------------------------------------- | -------------- | ------ |
| 2001 - 2008                           | Denis Vinckier | MoDem  |
| 2008-                                 | Roger Vicot    | PS     |
| Les dades anteriors no són conegudes. |                |        |
|                                       |                |        |

## Demografia
| 1962 | 1968 | 1975 | 1982 | 1990 | 1999   | 2006   |
| ---- | ---- | ---- | ---- | ---- | ------ | ------ |
| -    |      |      |      |      | 40.311 | 41.655 |